# SIMP J013656.5+093347
SIMP J013656.5+093347 (auch kurz SIMP 0136+0933) ist ein substellares Objekt im Sternbild Fische. Es gehört der Spektralklasse T2.5 an. Modellrechnungen ergeben eine geschätzte Masse von rund 13 Jupitermassen für dieses Objekt, womit es sich an der Grenze zwischen Braunen Zwergen und Objekten planetarer Masse befinden würde.